# 2006年度新城國語力頒獎禮得獎名單
新城國語力頒獎禮2006的主題為「放聲唱造 樂壇經典」，於2006年8月6日在香港會議展覽中心Hall 3舉行。當晚，共頒發74個獎項，結果劉德華、蔡依林、S.H.E各獲得5個獎項，成為大贏家。

## 得獎名單

### 歌曲獎項
- 新城國語力歌曲
  - 《愛情復興》 ——容祖兒
  - 《八十塊環遊世界》 ——Twins
  - 《真命天子》——羅志祥
  - 《不想長大》——S.H.E
  - 《SUPER MODEL 》——S.H.E
  - 《約定》 ——光良
  - 《舞孃》 ——蔡依林
  - 《假裝》 ——蔡依林
  - 《不然你要我怎麼樣》 ——陳奕迅
  - 《哎吔吔》——張含韻
  - 《再說一次我愛你》 ——劉德華
  - 《狠心的一課》 ——劉德華
  - 《睡美人》 ——古巨基
  - 《老地方》 ——任賢齊
  - 《皇帝》 ——胡彥斌
  - 《忘了你是你》 ——何韻詩
  - 《曖昧》 ——楊丞琳
  - 《Hurts So Bad》 ——張敬軒
  - 《寂寞沙洲冷》 ——周傳雄
  - 《迷魂計》 ——183club
  - 《Beautiful Love》 ——蔡健雅
- 新城國語力熱爆K歌
  - 《用一千手臂擁抱你》 ——容祖兒
  - 《都是你》 ——光良
  - 《筆記》 ——周筆暢
- 新城國語力網路歌曲大獎
  - 《丁香花》 ——唐磊
- 新城國語力熱播冠軍歌曲大獎
  - 《再說一次我愛你》 ——劉德華
- 新城國語力年度歌曲大獎
  - 《舞孃》 ——蔡依林

### 專輯獎項
- 新城國語力亞洲專輯獎
  - 《蓋世英雄》 ——王力宏
  - 《十一月的蕭邦 》 ——周杰倫

### 新人獎項
- 新城國語新勢力歌手
  - TANK
  - 楊丞琳
  - 方大同
  - 王菀之
  - 劉璇
  - 廖雋嘉
  - 張含韻
- 新城國語新勢力組合
  - 183club
- 新城國語創作新勢力
  - TANK
  - 方大同

### 歌手獎項
- 新城國語力躍進歌手
  - 楊丞琳
  - 吳克群
- 新城國語力演繹獎
  - 容祖兒
  - 陳奕迅
  - 古巨基
- 新城國語力製作人大獎
  - 周傳雄
- 新城國語力跳唱歌手／組合
  - 羅志祥
  - S.H.E
- 新城國語力舞台大獎
  - 蔡依林
  - S.H.E
- 新城國語力男歌手
  - 光良
  - 古巨基
  - 陳奕迅
- 新城國語力女歌手
  - 容祖兒
  - 周筆暢
  - 蔡健雅
- 新城國語力組合
  - 183Club
- 新城國語力樂團
  - Soler

### 全國獎項
- 媒體專業評選全國優秀歌手獎
  - 胡彥斌
  - 廖雋嘉
  - 張敬軒
  - 張含韻
- 新城國語力全國最受歡迎偶像
  - 羅志祥
- 新城國語力全國最受歡迎男歌手
  - 劉德華
- 新城國語力全國最受歡迎女歌手
  - 周筆暢
- 新城國語力全國最受歡迎組合
  - Twins

### 亞洲獎項
- 新城國語力亞洲創作歌手大獎
  - 任賢齊
- 新城國語力亞洲人氣偶像
  - Twins
  - 183club
- 新城國語力亞洲歌手大獎
  - 蔡依林
  - 羅志祥
  - 光良
- 新城國語力亞洲組合大獎
  - S.H.E

### 全球獎項
- 新城國語力全球至尊歌手大獎
  - 劉德華
- 新城國語力殿堂歌手
  - 任賢齊

## 媒體播放
由新城娛樂台現場播出；並於約一星期後在無綫音樂台及翡翠台播放。